# چیکا اوگبوگو
چیکا اوگبوگو (انگلیسی: Chiaka Ogbogu؛ زادهٔ ۱۵ آوریل ۱۹۹۵) بازیکن والیبال اهل ایالات متحده آمریکا است.
از باشگاه‌هایی که در آن بازی کرده‌است می‌توان به باشگاه والیبال اجزاجی‌باشی اشاره کرد.